# Гузаков, Пётр Васильевич
Пётр Васильевич Гузаков (4 ноября 1889, Уфимская губерния — 9 декабря 1944, Москва) — большевик-революционер, советский государственный и партийный деятель.

## Биография

### Ранние годы
Родился в посёлке Симского завода (селе Биянка) Уфимской губернии (сегодня — Челябинская область) в семье Василия Гузакова (ум. 1906). Окончил школу Симского завода, после чего учился в ремесленной школе. В 14 лет работал металлистом на заводе.

### Дореволюционная деятельность
С 1905 (или 1909) года член РСДРП. Вместе с братом Михаилом принимал участие в революционной и боевой деятельности партии в горнозаводском районе Южного Урала, воспоминания о деятельности впоследствии были написаны участником партийной боевой дружины И. М. Мызгиным.
Был арестован и с 1906 года отбывал 8-летний срок в Уфимской губернской тюрьме, откуда сбежал в 1909 году. В 1909—1911 годах находился в эмиграции в Европе (Бельгия, Италия и Франция), где учился в партийной школе в Лонжюмо (Болонской школе социальных наук).
После возвращения в Россию продолжил деятельность в качестве боевика в городах Уфа, Златоуст, Вятка, Казань и в других. Был вновь арестован, содержался в Петропавловской крепости. С 1912 года на каторге и в ссылке в Иркутской губернии. Был амнистирован в результате Февральской революции.
Почти сразу после этого, в мае 1917 года, был избран председателем Совета Симского горного округа (Уфимская губерния). В ноябре того же года стал военным комиссаром Симского горнозаводского округа и командиром местного вооружённого отряда.

### Годы Гражданской войны
В начале 1918 года в качестве военкома Урало-Оренбургского военного округа участвовал в конвойной перевозке бывшего императора Николая II и его семьи из Тобольска в Екатеринбург (был заместителем В. В. Яковлева-Мячина).
Активный участник Гражданской войны на Урале. С мая 1918 — член Военно-революционного штаба по организации обороны Самары от «белых». В середине того же года назначен помощником командующего 2-й Армии РККА.
В 1918—1919 годах был командиром специального кавалерийского «партизанского» отряда в 5-й Армии: по заданию Урало-Сибирского бюро партии перешёл со своим отрядом линию фронта и организовал вооружённое восстание в тылу армии Колчака в Уфимском и Златоустовском уездах.

### Работа в ВЧК-ОГПУ
В 1919 году перешёл на работу в ВЧК. В 1919—1920 годах — начальник Особого отдела ВЧК 5-й Армии (Восточный фронт). В феврале 1920 — марте 1921 года — председатель Омской губернской ВЧК.
С мая по ноябрь 1921 года — председатель Башкирской ЧК. Находясь в этой должности, был противником политики, проводимой Башобкомом РКП(б): обвинял Башкирский центральный исполнительный комитет и другие органы власти АБСР в «национализме» и в «контрреволюционном заговоре».
В ноябре 1921 — феврале 1922 года — председатель Курской губернской ЧК. В феврале 1922 — августе 1923 — начальник Курского губернского ОГПУ.

### Партийная и хозяйственная работа
В 1923 году перешёл на партийную работу: с мая 1923 по ноябрь 1924 года — ответственный секретарь Курского губернского комитета РКП(б).
В 1924 году переехал в Москву, где стал управляющим делами ЦК РКП(б) — ВКП(б), сменив на этом посту Ивана Ксенофонтова. Оставался в этой должности до 1927 года.
Затем перешёл на хозяйственную работу. В октябре 1927 — августе 1928 года являлся руководителем Всесоюзного центра радиовещания. С августа 1928 года был начальником Главного управления гражданской авиации и начальником Химического управления ВСНХ СССР, а также — заместителем уполномоченного Народного комиссариата тяжёлой промышленности СССР. В мае 1936 — январе 1937 работал директором Научно-исследовательского института лесной промышленности.
27 января 1937 года был арестован и 3 апреля 1938 года осуждён к 5 годам лишения свободы. Отбывал наказание на Колыме. После освобождения вернулся в Москву, где и умер 9 декабря 1944 года.

## Семья

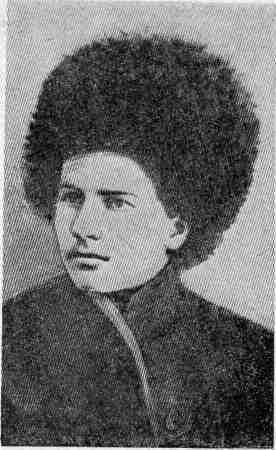
Михаил Васильевич Гузаков (1885—1908): фото 1905 года

Брат: Михаил Васильевич Гузаков (1885—1908) — один из руководителей революционного движения в Симском горном округе, организатор забастовки рабочих кирпичного и кузнечного цехов (1903); с 1904 года возглавил подпольную большевистскую группу, а в 1905 году создал боевую дружину рабочих Симского завода; руководитель вооруженного восстания в Симе (1906), казнён.